# Haver, haver
A Haver, haver (eredeti cím: Buddy Buddy) 1981-ben bemutatott amerikai filmvígjáték Jack Lemmon és Walter Matthau főszereplésével, Billy Wilder rendezésében.

## Cselekmény
|  | Alább a cselekmény részletei következnek! |

Trabucco (Walter Matthau) profi bérgyilkos, élete utolsó munkájára készül, hogy azután visszavonulhasson egy trópusi szigetre. Már ki is vett egy hotelszobát a rendőrséggel szemben, hogy puskájával lelőhesse a koronatanút. Készülődését azonban megzavarja Victor Clooney (Jack Lemmon), akit 12 év házasság után elhagyott a felesége. Victor öngyilkosságra készül bánatában, ezzel akaratlanul is magára vonzza a figyelmet. Ha Trabucco a lehető legkönnyebben szeretne eltűnni a munka után a helyszínről, vagy meg kell akadályoznia szomszédja öngyilkossági kísérletét vagy pedig minél hamarább segédkeznie kell benne.
Több véletlen folytán az akció váratlan módon sikerül, Trabucco eltűnik a helyszínről, Victor pedig bosszút áll felesége szeretőjén. Néhány év múlva újra összetalálkoznak egy trópusi szigeten, Victor szökésben van, Trabucco pedig elhatározza, hogy végleg elteszi láb alól zaklatóját.

## Szereplők
| Színész         | Szerep                      | Magyar hang      |
| --------------- | --------------------------- | ---------------- |
| Jack Lemmon     | Victor Clooney              | Zenthe Ferenc    |
| Walter Matthau  | Trabucco                    | Kristóf Tibor    |
| Paula Prentiss  | Celia Clooney               | Tóth Judit       |
| Klaus Kinski    | Dr. Hugo Zuckerbrot         | Cs. Németh Lajos |
| Dana Elcar      | Hubris kapitány             | Láng József      |
| Miles Chapin    | Eddie, a küldönc            | Csankó Zoltán    |
| Michael Ensign  | szállodai igazgatóhelyettes | Imre István      |
| Joan Shawlee    | recepciós                   | Czigány Judit    |
| Fil Formicola   | Rudy "Disco" Gambola        | Imre István      |
| C.J. Hunt       | Kowalski                    | Bor Zoltán       |
| Bette Raya      | mexikói cseléd              | Kocsis Mariann   |
| Ronnie Sperling | hippi férj                  | Forgács Péter    |
| Suzie Galler    | terhes feleség              | Zsurzs Kati      |
| John Schubeck   | bemondó                     |                  |
| Ed Begley Jr.   | hadnagy #1                  |                  |
| Frank Farmer    | hadnagy #2                  |                  |
| Tom Kindle      | autópálya járőr #1          |                  |
| Biff Manard     | autópálya járőr #2          |                  |
| Myrna Dell      | pénztáros                   | Zsolnai Júlia    |